# Vesterhav Syd
Vesterhav Syd er en 170 MW havvindmøllepark der begyndte konstruktion ud for den jyske vestkyst nordvest for Hvide Sande i starten af 2023. Sammen med den tilsvarende Vesterhav Nord udfor Thyborøn kom de i drift i starten af 2024, og har behovsstyring af fly-advarselslys. Over 4.000 lokale borgere er medejere via køb af aktier for over 450 mio kr.
Miljøkonsekvensrapporten for projektet blev udgivet i maj 2020.
Havvindmølleparken består af 20 Siemens Gamesa vindmøller på hver 8,4 megawatt og dermed en total effekt på omkring 170 megawatt. Den forventedes færdig i slutningen af 2023.
Vattenfall står for at bygge og drive de to havvindmølleparker Vesterhav Syd og Nord i samme forløb. Fundamenterne håndteres fra Thyborøn Havn.
56°03′48″N 8°02′55″Ø / 56.06321°N 8.0486°Ø